# 서면중학교 (부산)
서면중학교(西面中學校)는 대한민국 부산광역시 부산진구 부암동에 있는 사립 중학교이다.

## 학교 연혁
- 1948년 4월 1일 : 성지중학교 개교
- 1952년 5월 27일 : 학교법인 해룡학숙 허가
- 1953년 1월 7일 : 북부산중학교 설립인가(초대 교장 조규갑 박사 취임)
- 1966년 12월 13일 : 본교사 4층 기공
- 1976년 12월 11일 : 학칙 변경(교명을 서면중학교로 개명)
- 2000년 3월 1일 : 학칙 변경(각학년 6학급 인가)
- 2017년 12월 3일 : 조문현 이사장 취임
- 2023년 3월 2일 : 제12대 남찬우 교장 취임
- 2025년 2월 7일 : 제74회 졸업생 72명(졸업생 누계 17,601명)

## 참고 자료
- 서면중학교 - 한국교육학술정보원 학교알리미